# 透明折尾虾
透明折尾虾（学名：Uroptychus transparens）一种于西太平洋马里亚纳海沟附近的海山发现的十足目鎧甲蝦類，隶属于柱臂虾科折尾虾属。本种是中国科学院海洋研究所（IOCAS）利用“发现”号rov深海机器人（水下缆控潜水器）所发现。
透明折尾虾拥有铠甲虾类中罕见的完全透明的外壳，其螯足有许多细小的突起和小刺，第三胸板内侧具有成列的刺。该种被发现与纤柔金柳珊瑚（Chrysogorgia gracilis）共生。